# Пуховский, Борис Валерьевич
Борис Валерьевич Пуховский (бел. Барыс Валер’евіч Пухоўскі; род. 3 января 1987, Малорита) — белорусский гандболист, разыгрывающий.

## Карьера

### Клубная
Начал карьеру в минском СКА; в 2009 году перебрался в воссозданное минское Динамо, однако в 2012 году вернулся в СКА и в 2013 году стал обладателем европейского Кубка вызова. В 2013-2015 годах выступал за венгерский клуб Чурго, после чего первую половину 2015 года снова провёл в СКА. Затем стал игроком украинского клуба «Мотор» из Запорожья. Весной 2016 года на правах аренды выступал в Катаре, после вернулся в запорожский клуб.
В июле 2022 года перешел в сербскую «Войводину» из Нови-Сада. В сезоне-2022/23 в составе клуба стал чемпионом Сербии. В июне 2023 года Пуховский выиграл Кубок Европейской гандбольной федерации (Кубок вызова ЕГФ). Первый матч финала с норвежским «Нербе» завершился победой «Войводины» со счетом 30:23. В ответной встрече клуб Пуховского снова обыграл норвежцев (25:23), белорусский разыгрывающий забросил 7 мячей и был признан лучшим игроком матча. В начале мая 2025 года директор «Войводины» Дарко Евтич сообщил, что по окончании сезона Пуховский завершит игровую карьеру. За несколько дней до того «Войводина» седьмой раз в истории выиграла Кубок Сербии, в финале сезона-2024/25 она обыграла «Партизан» (28:26).

### В сборной
Начал выступать за национальную сборную с 2005 года. Участник чемпионатов Европы 2008, 2014, 2016 и 2018 годов, а также чемпионатов мира 2013, 2015 и 2017.
Пуховский - рекордсмен национальной сборной по количеству матчей (205) и голов (865).